# Polyura richthofeni
Polyura richthofeni är en fjärilsart som beskrevs av Hans Fruhstorfer 1915. Polyura richthofeni ingår i släktet Polyura och familjen praktfjärilar. Inga underarter finns listade i Catalogue of Life.